# 窒化処理
窒化処理（ちっかしょり、nitridization、nitriding）とは、広義には金属に窒素を浸み込ませるプロセス全般を指し、狭義には鉄鋼材料、チタン合金への表面硬化処理を指す。

## 概要
窒化には様々な用途、処理方法が存在するが、単に「窒化」と言う場合は鉄鋼やチタン合金を高温下の窒化雰囲気に暴露して、金属表面を硬化させるプロセスを指す。

### 鉄鋼材料への一般的な窒化処理
アルミニウム、クロム、モリブデンなどの窒化物形成元素を含む鋼を、アンモニアまたは窒素を含んだ雰囲気中に暴露し、オーステナイト化温度以下の温度域で加熱することにより、鋼の表面近傍（1mm以内）に窒素を浸透させて硬化させる。この硬化機構は固溶硬化よりもむしろ、添加元素の窒化物分散析出による転位の固着が圧倒的に優勢である。
物的特性として、高硬度層（1000HV以上も可能）を有するため耐磨耗性に優れており、窒化物を形成することで表面付近に圧縮残留応力が発生するため優れた疲労強度を有している。また、最表面（約10μm以下）に化合物層または外部窒化層と呼ばれるγ'-Fe4N、ε-Fe2～3Nを主体とする鉄または鉄-添加元素多元型窒化物を形成し、処理前よりも優れた耐食性を有することもある。

#### 焼入れとの比較
鋼の最も有力な硬化処理である浸炭焼入れおよび焼入れは、オーステナイト領域から急冷することにより得られるマルテンサイト変態による硬化処理であるため
・変形が大きく硬化処理後に寸法の手直しが必要
・加熱によりマルテンサイトが分解するので、焼戻し温度よりも高温下では使用に適さない
といった欠点があるが、窒化は前述の通り、変態ではなく添加元素の窒化物が分散析出することにより硬化するので
・寸法変化が焼入れに比べてきわめて少ない
・500～600℃程度の高温下でも軟化しにくい
という特徴がある。しかし、浸炭焼入れ層は容易に1mm以上の硬化層を実現できるのに対し、窒化層は0.1mmレベルであるため、大きな衝撃や面圧が存在するような環境には向かない。ただし、焼入れ後に窒化したり、マルテンサイト系ステンレスに窒化すると、焼入れ、窒化単独では得られない、高硬度、高耐衝撃性を有する表面を実現できる。

#### 窒化された鋼の構造
窒化された鋼の構造は、鋼の種類や窒化方法により少しずつ異なる。しかし概ね、最表面から化合物層→拡散層→未窒化層の順に構成されると考えてよい。
化合物層
窒化された鋼の最表面に存在する約10 μm以下の化合物の層である。これは前述の通りγ'-Fe4Nまたはε-Fe2N〜Fe3N1+xと同じ結晶構造を有する、鉄およびクロムなどの複合窒化物の層である。
化合物層の厚さは窒化の方法により様々であり、アンモニアガス窒化では分厚く脆い化合物層が生成しやすく、一方、水素と窒素の混合ガスを用いたプラズマ窒化を適用すると、化合物層の制御は比較的容易である。Fe4Nで構成される化合物層は脆く割れ易いため機械部品には不適であり機械的に除去されるが、Fe2N〜Fe3N1+xで構成される多孔質の化合物層は潤滑性や耐衝撃性に優れるため、意図的に生成させることもある。従って、窒化の用途に応じて化合物層の種類、有無、厚さを制御できる技術が望まれている。制御技術の一例としてSAEによる航空規格（AMS）ではアンモニアガス窒化による化合物層の制御が規定されている。これは窒化ポテンシャルKN――つまり反応に寄与する反応種の窒素ポテンシャル――を制御することで化合物層を制御する技術であるが、非常に高度な制御技術が要求され、完全に化合物層の制御を確立した技術は未だ工業化されていない。
拡散層
化合物層の下部には、単に窒素を固溶しただけの層、あるいは窒素を固溶した母相に添加元素の窒化物を分散析出した複合層が存在し、これを拡散層と呼ぶ。
純鉄や普通鋼を窒化したときの拡散層は、鉄に窒素が固溶しただけの層であり大幅な硬化は期待できないが、窒化物形成元素を添加した鋼、つまり工具鋼や窒化鋼などを窒化したときは窒化物形成元素を微細に分散析出し、1000HVを大きく超える表面層を得ることが出来る。従って窒化によって鋼を大きく硬化させるためには、前述の化合物層よりもこの高硬度の拡散層を所望の厚さまで成長させることが重要である。
外部窒化層と内部窒化層
古くは「化合物層」とそれに対応する「拡散層」という言葉のみが使用されていたが、窒化技術の発展に伴って単なる「窒素含有層としての拡散層」ではなく「窒化物を分散析出した拡散層」の存在が注目され始めた。そして窒化技術の発展は、従来行われてきた銅や鋼の酸化に関する研究を土台としており、金属の最表面に生成するに酸化スケールを外部酸化層、その内部の酸素含有層を内部酸化層と呼ぶことに倣って、窒化により生じた化合物層を外部窒化層、拡散層を内部窒化層とも呼ぶ。また、窒化した鋼の断面を鏡面に研磨し、ナイタール（エタノールと硝酸の混合液のこと。3 vol%程度の硝酸濃度がよく用いられる）などで腐食すると、化合物層が白く見えるため白層（はくそう）と呼ぶこともある。

## 窒化の種類
- 塩浴窒化
- 塩浴軟窒化
- ガス窒化
- プラズマ窒化
- ガス軟窒化